# ファーンクリフ墓地
ファーンクリフ墓地（Ferncliff Cemetery）は、アメリカ合衆国ニューヨーク州ウエストチェスター郡グリーンバーグのハーツデールにある墓地。マンハッタンのミッドタウンの北およそ40kmのところにある。開設は1902年で、無宗派。3つの共同霊廟、納骨堂、火葬場、礼拝堂などがある。

## 共同霊廟
ファーンクリフ墓地の3つの共同霊廟について、『ニューヨーク・タイムズ』紙は「贅沢な埋葬スペース」と評した。2001年の段階で霊廟の地下納骨堂の標準価格は15,000ドルもした。最高クラスのものになると、ブロンズの門、クリスタルのシャンデリア、ステンドグラスの窓付きで280,000ドルになる。

### ファーンクリーフ霊廟
「思い出の大聖堂」と呼ばれるファーンクリフ霊廟が作られたのは、3つの霊廟の中でもっと早い1928年。古典的な建築様式。自然光を取り込む窓ガラスがないため廊下は暗い。エド・サリヴァンとジョーン・クロフォードがこの霊廟に眠っている。

### 記憶の聖堂
記憶の聖堂（The Shrine of Memories）は2番目に作られたもので、1956年に完成した。第一の霊廟よりは現代的な構造になっている。自然光が差し込むガラスがたくさんある。メインホールにはクリストファー・コロンブスの肖像画がかけられている。ここにはベイジル・ラスボーンが埋葬されている。

### ローズウッド
ローズウッドは1999年に完成した。歌手のアリーヤと父親が個室を所有している。キャブ・キャロウェイは妻と一緒に埋葬されている。

## 共同墓地
ファーンクリフ墓地では霊廟の前にある区画に地下埋葬される。屋外の地所に直立した墓石を建てることを認めない、極めて稀な墓地である。これにより墓地のメンテナンスが簡単になる。しかし、この方針制定前に建てられた直立墓石がいくつかある。マルコム・Xの墓もそのひとつで、パインウッドB区画にある。

## 埋葬されている著名人

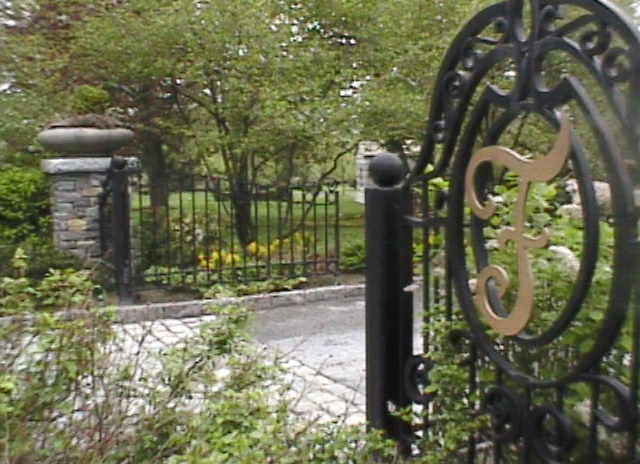
墓地の正門(D C McJonathan撮影)

- アリーヤ (1979–2001)　歌手、女優
- ハロルド・アーレン (1905–1986)　作曲家
- トミー・アーマー（英語版） (1895–1968)　プロゴルファー
- レオポルト・アウアー (1845–1930)　ヴァイオリニスト
- アーリーン・オジェー (1939–1993)オペラ歌手
- ジェイムズ・ボールドウィン (1924–1987)　小説家、随筆家
- リチャード・バーセルメス (1895–1963)　俳優
- バルトーク・ベーラ (1881–1945)　作曲家、ピアニスト、民族音楽研究科
- チャールズ・A・ビアード (1874–1948)　歴史家
- メアリー・リッター・ビアード（英語版） (1867–1958)　歴史家
- ジョセフ・P・ビッカートン・Jr (1878–1936)　弁護士、劇場プロデューサー
- イレーネ・ボルドーニ（英語版） (1895–1953)　女優、歌手
- コニー・ボズウェル (1907–1976)　歌手
- アドルフ・シーザー (1933–1986)　俳優
- キャブ・キャロウェイ (1907–1994)　ジャズ・ミュージシャン
- ノーザン・キャロウェイ（英語版） (1948–1990)　俳優、声優
- マディ・クリスチャンズ（英語版） (1900–1951)　女優
- ジョーン・クロフォード (c. 1905–1977)　女優
- リア・デ・プッティ (1897–1931)　女優
- オジー・デイヴィス (1917–2005)　俳優
- ルビー・ディー (1922—2014)　女優
- ミトハト・ベイ・フラシェリ（英語版） (1880–1949)　アルバニアの外交官
- ミハイル・フォーキン (1880–1942)　振付師
- ジェーン・ゲイル（英語版） (1890–1962)　女優
- マリア・ゲイ（英語版） (1879–1943)　オペラ歌手
- オスカー・ハマースタイン2世 (1895–1960)　台本作家、作詞家
- アネット・ハンショウ（英語版） (1901–1985)　歌手
- モス・ハート（英語版） (1904–1961)　劇作家、演出家
- キティー・カーライル（英語版） (1910–2007)　女優、歌手
- カレン・ホーナイ (1885–1952),　精神科医
- アルバータ・ハンター（英語版） (1895–1984)　歌手
- ジェローム・カーン (1885–1945)　作曲家
- 顧維鈞 (1888–1985)　政治家
- 孔祥熙 (1880–1967)　政治家
- マリオン・ローン（英語版） (1883–1968)　女優
- マルコム・X (1925–1965)　公民権運動活動家
- ヒュー・マーロウ (1911–1982)　俳優
- エルザ・マックスウェル（英語版） (1883–1963)　コラムニスト
- ジャム・マスター・ジェイ (1965–2002)　ラッパー
- ルートヴィヒ・フォン・ミーゼスs (1881–1973)　経済学者
- セロニアス・モンク (1917–1982)　ジャズ・ピアニスト
- オナ・マンソン (1910–1955)　女優
- ヘヴィ・D (1967–2011)　ラッパー
- フレデリック・オニール (1905–1992)　俳優
- デイヴィッド・M・ポッツ (1906–1976)　政治家
- オットー・ランク (1884–1939)　精神分析家
- ベイジル・ラスボーン (1892–1967)　俳優
- ピーター・レブソン (1939–1974)　レーシングドライバー
- ポール・ロブスン (1898–1976),　俳優、公民権運動活動家
- アルセニオ・ロドリゲス（英語版） (1911–1970)　キューバの作曲家
- シグマンド・ロンバーグ (1887–1951)　作曲家
- フリードリヒ・ショア（英語版） (1888–1953)　オペラ歌手
- マリック・シーリー（英語版） (1970–2000)　バスケットボール選手
- ベティー・シャバズ（英語版） (1936–1997)　教育者、マルコム・Xの妻
- 宋靄齢 (1889–1973)　宋氏三姉妹の長女[1]
- 宋美齢 (1898–2003)　蔣介石の妻[2][3]
- 宋子文 (1894–1971)　実業家
- プレストン・スタージェス (1898–1959)　映画監督
- エド・サリヴァン (1901–1974)　テレビ司会者
- ライオネル・トリリング (1905–1975)　批評家
- ジュディ・タイラー（英語版） (1932–1957)　女優
- コーネル・ウールリッチ (1903–1968)　小説家

## 火葬場
ファーンクリフ墓地にはニューヨーク州ウエストチェスター郡で唯一の火葬場があり、ニューヨーク州の火葬の約10％を行っている。地方条例により、ウェストチェスター郡ではこれ以上の火葬場を建設することはできない。

### 火葬された著名人
- ダイアン・アーバス (1923–1971)　写真家
- アラン・フリード (1921–1965)　ラジオDJ
- ジム・ヘンソン (1936–1990)　パペット・クリエイター。遺灰はサンタフェにある農園に撒かれた
- ジョン・レノン (1940–1980)　シンガーソングライター
- アラン・ジェイ・ラーナー (1918–1986)　台本作家
- ネルソン・ロックフェラー (1908–1979)ニューヨーク州知事、アメリカ合衆国第41代副大統領。遺灰は自宅に散布された。
- クリストファー・リーヴ (1952–2004)　俳優
- ニコラ・テスラ (1856–1943),　電気技師、発明家。遺灰はベオグラードのニコラ・テスラ博物館に保管されている。